# La Tejerona (fábrica)
La fábrica de La Tejerona, conocida también como La Teyerona y después como Refracta, fue una fábrica cerámica de ladrillos refractarios ubicada en La Felguera, en el concejo asturiano de Langreo (España). Fue fundada en el siglo XIX y funcionó durante cien años, hasta 1991.

## Historia
La fábrica de ladrillos refractarios y tejas, a la que se conoció como fábrica de La Tejerona, fue fundada en la década de 1890 por el Conde Sizzo y Gregorio Aurre, aunque pronto pasó a manos de Antonio Velázquez Duro, sobrino de Pedro Duro, quien había impulsado la fábrica siderúrgica de La Felguera unas décadas atrás. La Tejerona se ubicó en las inmediaciones de la siderúrgica. Fue la primera factoría española en fabricar ladrillos refractarios. Con el paso de los años, su razón social pasó a Refractarios Especiales (Refracta) con sede en Valencia. En 1986 contaba aún con 120 trabajadores, mientras que para 1990 sólo empleaba 63. Finalmente la fábrica cerró sus puertas en 1991 por problemas económicos, estando la empresa valenciana en suspensión de pagos desde hacía meses, dejando sin empleo a decenas de familias, algunas de las cuales fueron reubicadas en Valencia.

## Patrimonio industrial
La fábrica, fruto de las diferentes ampliaciones a lo largo de los años, fue derribada en torno al año 2000 para construir un parque y viviendas. Se conservaron las dos chimeneas originales de la fábrica de 1896, dos estructuras tronco piramidales de ladrillo, a las que se les retiró la corona y se añadieron anillos de refuerzo. La calle que bordea la zona se llama La Teyerona en recuerdo de la fábrica.